# Untold: Breaking Point
Untold: Breaking Point (Secretos del deporte: Punto de break en España y Al descubierto: Punto de break en Hispanoamérica) es una película documental biográfica estadounidense de 2021 realizada para Netflix y dirigida por Chapman Way y Maclain Way. La película es la quinta y última entrega de la serie de cinco partes Untold: documental. Su historia se centra en la vida y la carrera de la estrella del tenis profesional Mardy Fish, quien padecía ansiedad severa y problemas de salud mental que cambiaron su vida dentro y fuera de la cancha.